# Kapucínský klášter (Sintra)
Kapucínský klášter (portugalsky Convento dos Capuchos) nesl původně název Convento da Santa Cruz. Klášter se nachází v kopcích za městem Sintra v Portugalsku.

## Historie
Historie kláštera je zahalena tajemstvím. Legenda říká, že se šlechtic João de Castro, svého času místokrál v Portugalské Indii, ztratil v horách při honu jelena a vysílen usnul pod skálou. Měl se mu zdát sen, který mu vnukl myšlenku vybudování křesťanského kláštera v této oblasti. João de Castro sice zemřel v roce 1548 v Indii, ale jeho syn Alvaro de Castro ctil vůli svého otce a v roce 1560 klášter založil.
V klášteře žila skupina mnichů kapucínů. První skupina byla složena z osmi bratrů, nejznámější ze všech byl Honorio Fray (jméno, které přijal po vstupu kláštera), který podle legendy žil téměř sto let. Posledních 30 let obýval malou jeskyni u zdi kláštera, kde konal pokání.

## Současnost
Po zrušení církevních řádů v Portugalsku zákonem z roku 1834 byl majetek kapucínů vyvlastněn a skupina mnichů musela odejít z kláštera. Stavby zakoupil vikomt Monserrate a později se staly majetkem portugalského státu. Od té doby začal klášter chátrat. Klášter je nyní udržován společností Parques de Sintra Monte da Lua, SA, která se snaží o jeho obnovu.

## Obrazová galerie

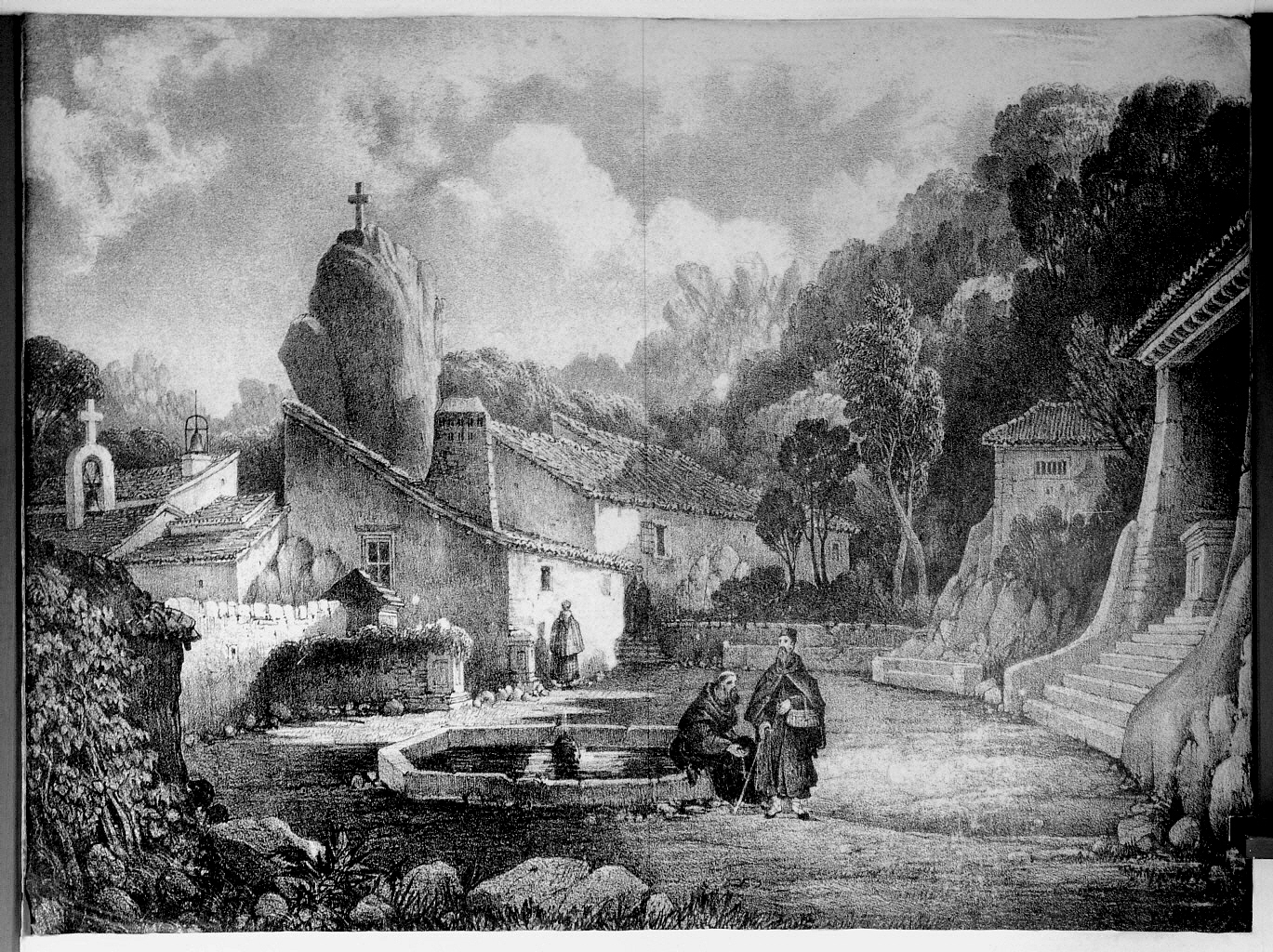
Dobová rytina kláštera
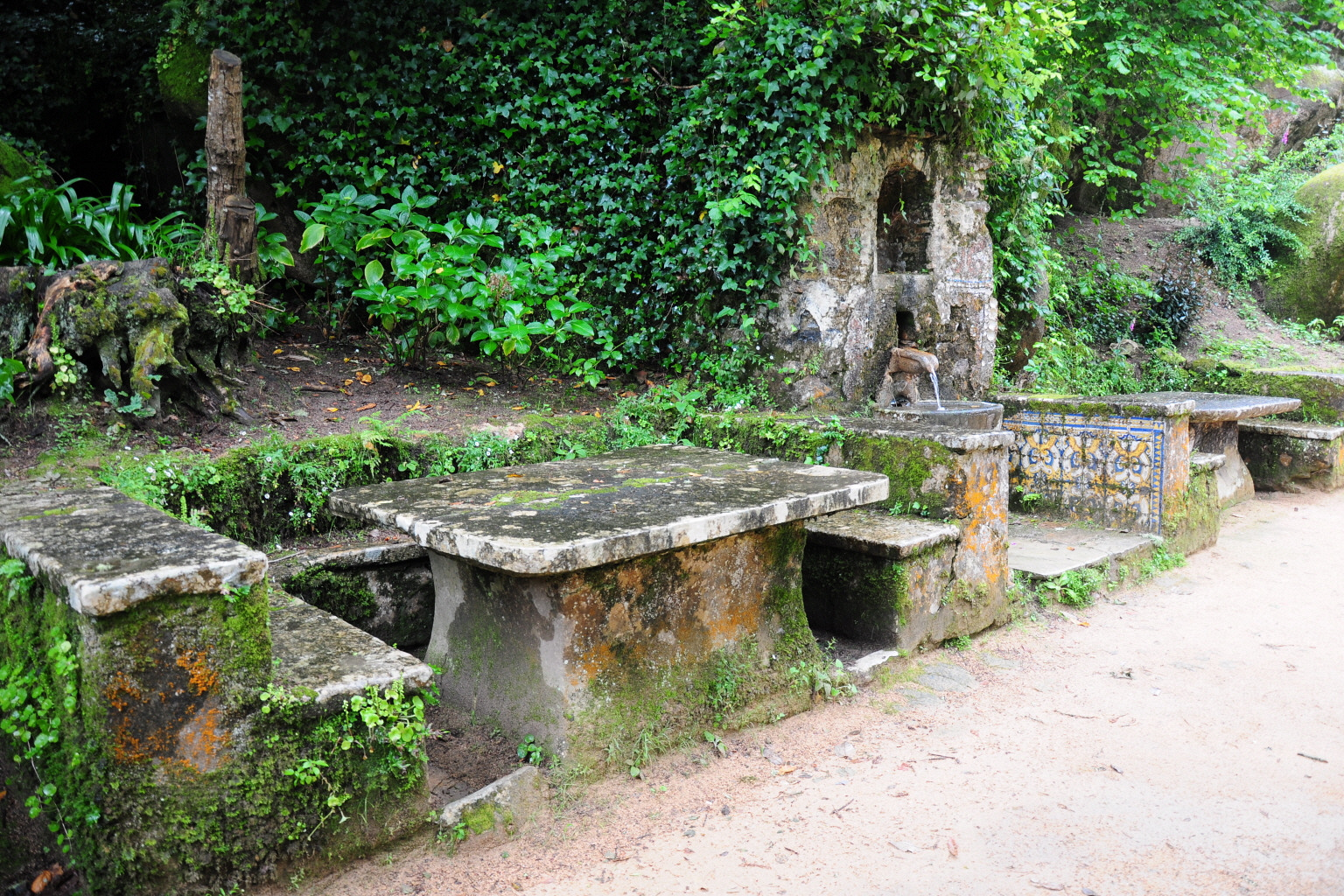
Exteriéry kláštera
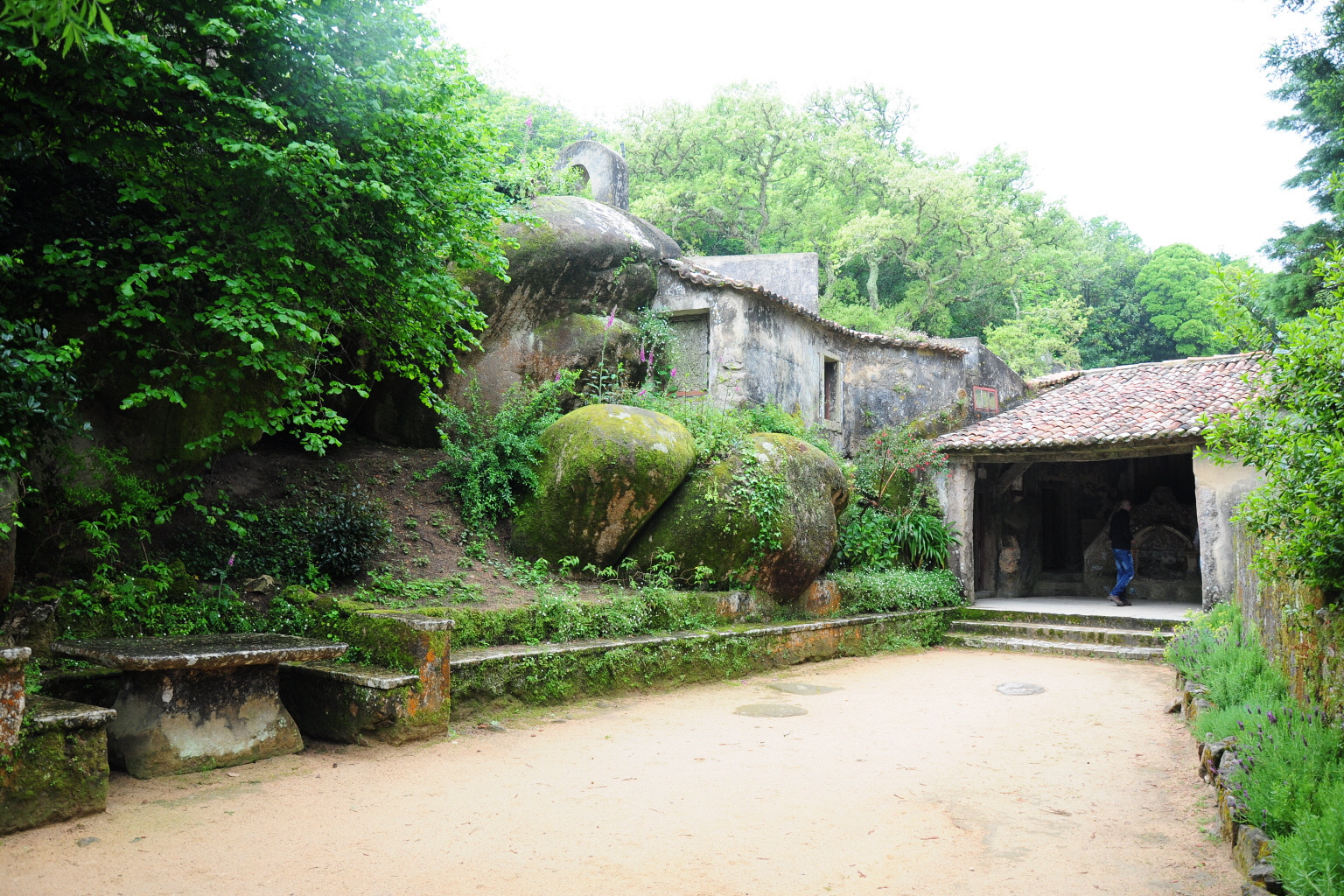
Exteriéry kláštera
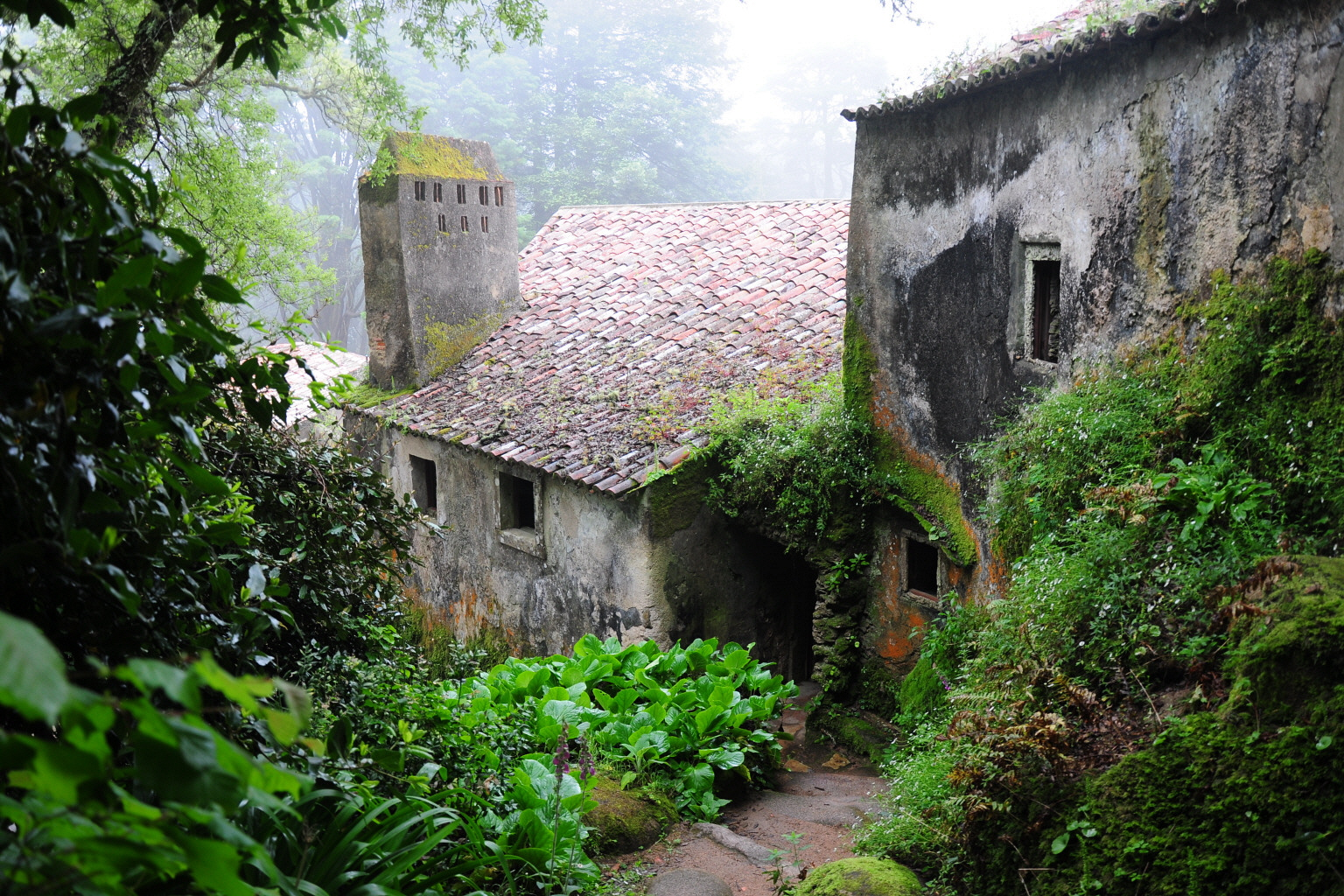
Exteriéry kláštera
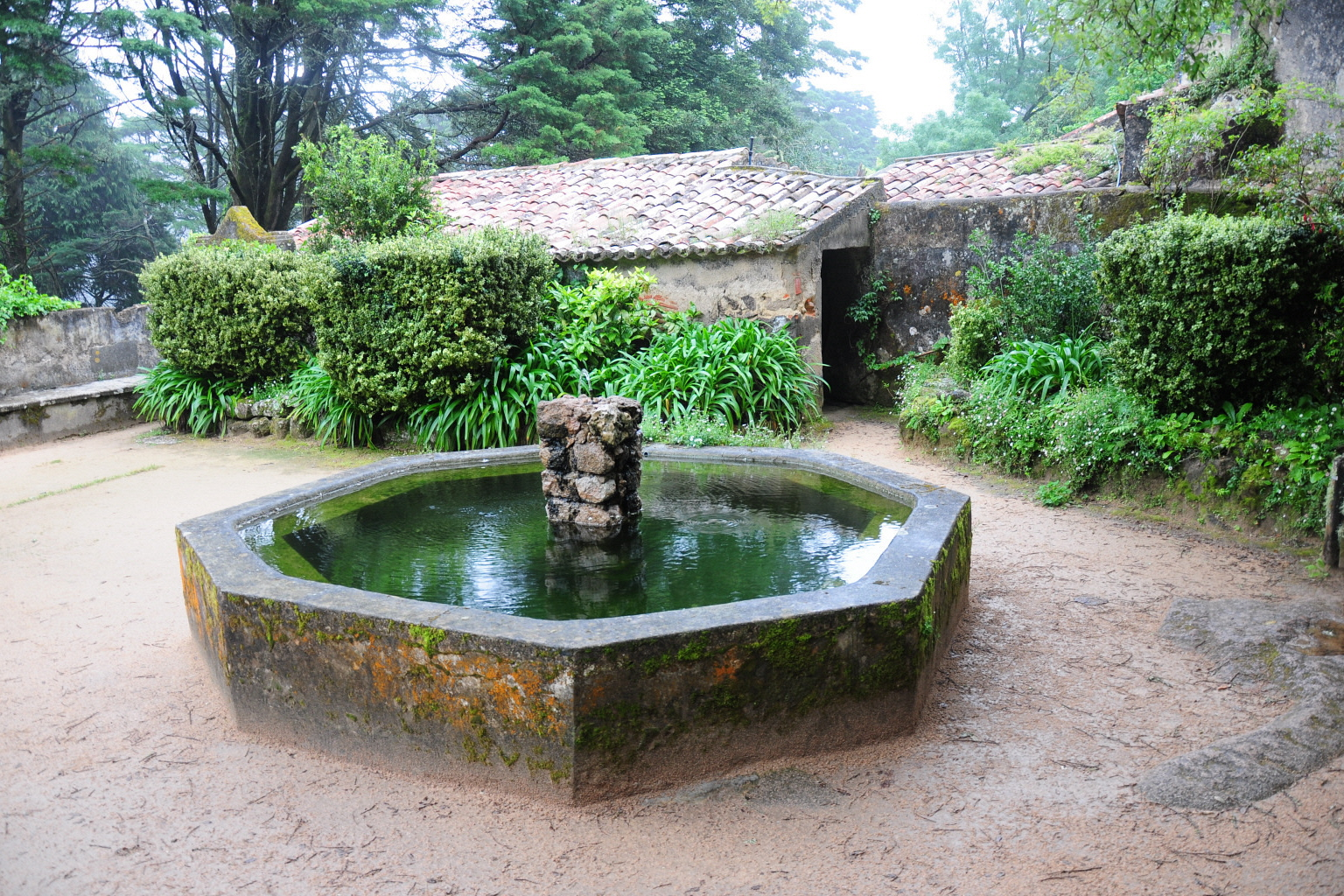
Exteriéry kláštera
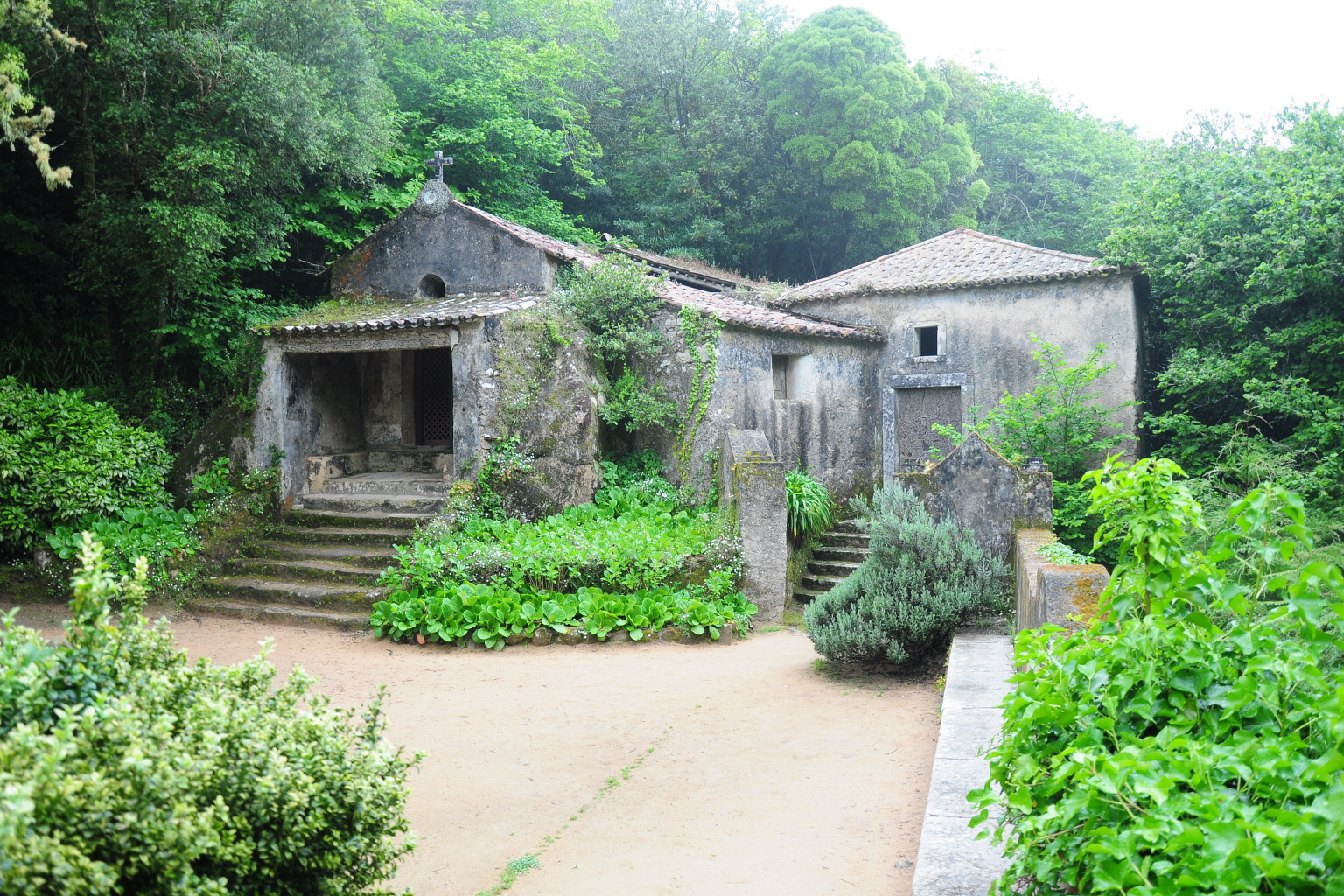
Exteriéry kláštera
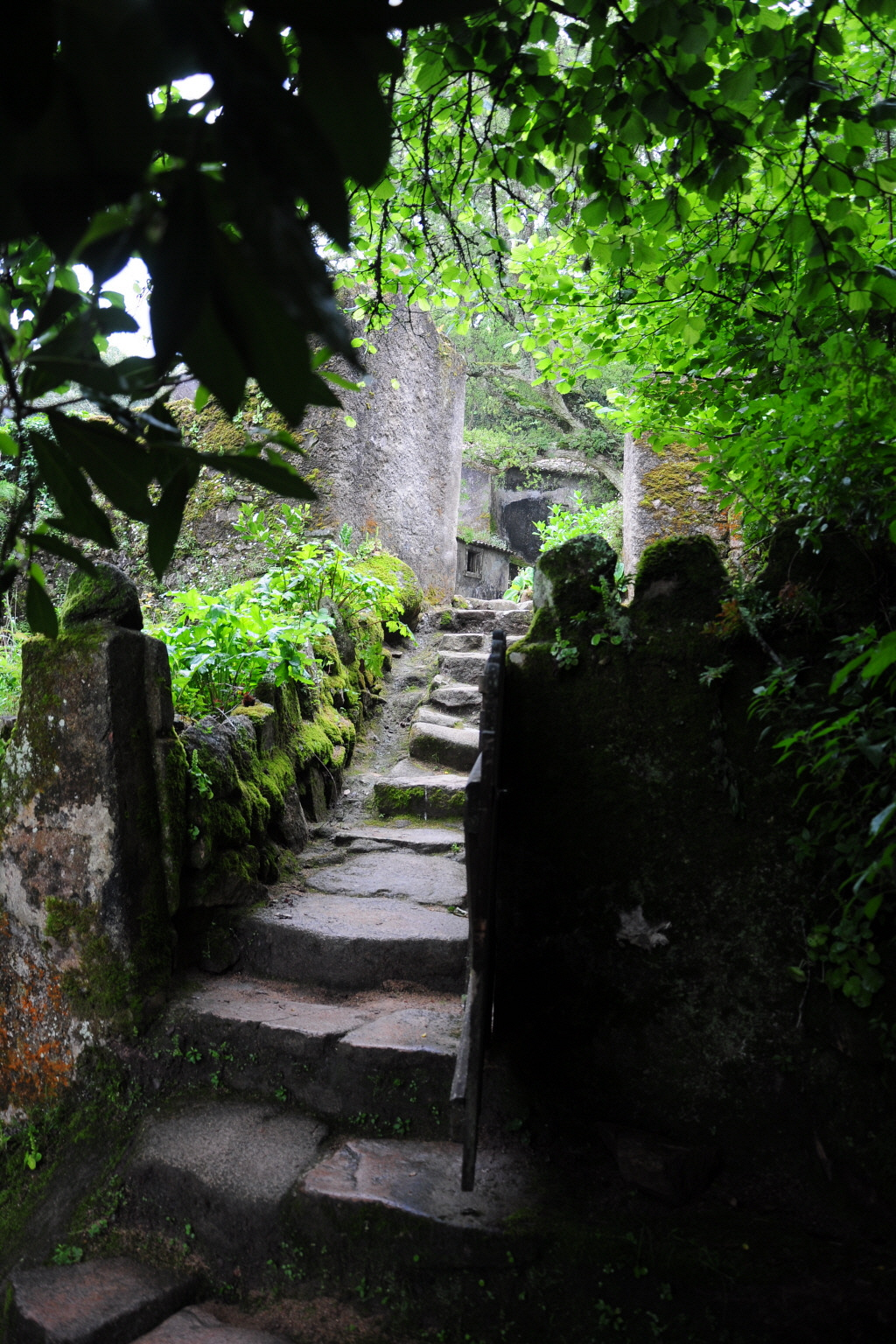
Exteriéry kláštera
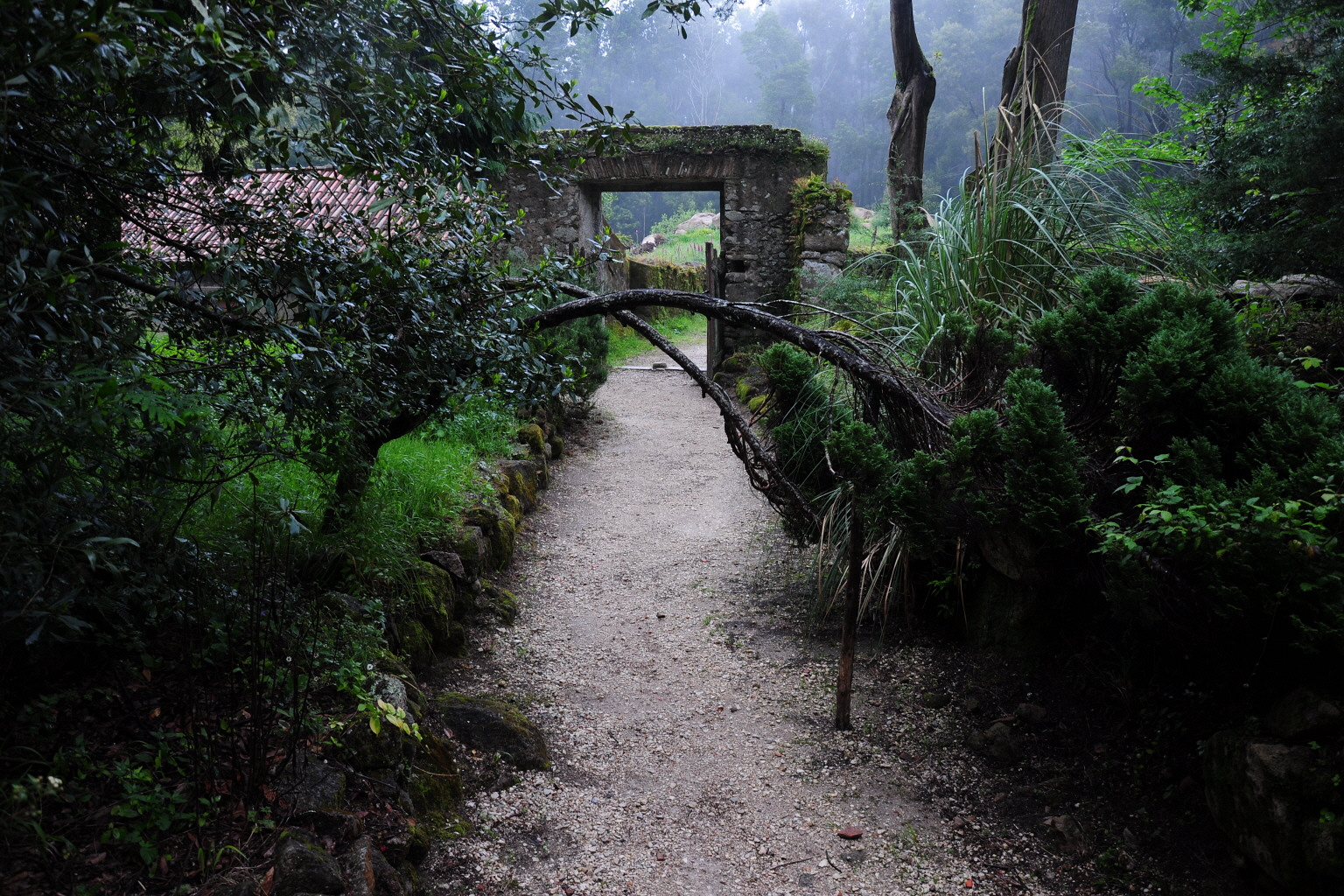
Exteriéry kláštera